# Nichtsprachliche Lernstörung
Die Nichtsprachliche Lernstörung oder Nonverbale Lernstörung (englisch Nonverbal Learning Disorder bzw. Nonverbal Learning Disability (NLD)) ist ein neuropsychologisches Syndrom, das durch spezifische Fähigkeiten und Defizite geprägt ist.
Die Nonverbale Lernstörung hat keine eigene ICD-10-Chiffre. Die Einordnung sollte sich nach Schwere- und Ausprägungs-Grad richten:
- ICD-10 F74 dissoziierte Intelligenzminderung
- ICD-10 F81.8 sonstige Entwicklungsstörungen schulischer Fertigkeiten

## Symptome und Beschwerden
Zu den Defiziten gehört u. a., dass keine Körpersprache verwendet oder verstanden werden kann.
Die Fähigkeiten beinhalten frühe Sprach- und Wortschatzentwicklung, bemerkenswertes Gedächtnis für Auswendiggelerntes, Aufmerksamkeit für Details, frühe Leseentwicklung und exzellente Sprachfähigkeiten. Zusätzlich haben diese Menschen die sprachliche Fähigkeit, sich wortgewandt auszudrücken.
Darüber hinaus haben Personen mit NLD ein starkes auditives Gedächtnis.
Es zeigen sich folgende Hauptkategorien von Defiziten und Störungen:
- Diskrepanz zwischen Verbal- und Handlungsteil im Intelligenztest (im HAWIK Diskrepanz zwischen hohem Verbalteil und signifikant niedrigerem Handlungsteil)
- motorisch (fehlende Koordination, schwere Gleichgewichtsprobleme und Schwierigkeiten mit der Handschrift)
- visuell-räumlich-strukturierend (Fehlen des Bildes, schlechtes visuelles Gedächtnis, fehlerhafte räumliche Wahrnehmung, Schwierigkeiten mit exekutiven Funktionen und Probleme mit räumlichen Zusammenhängen)
- sozial (Fehlen der Fähigkeit, nonverbale Kommunikation zu verstehen, Schwierigkeiten, sich auf Veränderungen und neue Situationen einzustellen und Defizite in der Beurteilung sozialer Situationen sowie der sozialen Interaktion)
- sensorisch (Über- bzw. Unterempfindlichkeit in einem der sensorischen Modi: visuell, akustisch, taktil, geschmacklich oder olfaktorisch)

Die meisten Asperger-Autisten haben Symptome einer nonverbalen Lernstörung, aber nicht alle Menschen mit nonverbaler Lernstörung sind autistisch. Allerdings sind die neurophysiologischen Unterschiede zwischen Asperger-Syndrom und NLD unklar.

## Aktuelle Konzeptualisierung
Petermann, Knievel & Tischler (2010) sowie Tischler et al. (2010, 2011) schlagen vor, den Begriff der Nichtsprachlichen Lernstörung fallen zu lassen. Stattdessen empfehlen sie eine Konzentration auf die Beeinträchtigungen in der visuellen Informationsverarbeitung, wie sie von der Arbeitsgemeinschaft der Wissenschaftlichen Medizinischen Fachgesellschafte (AWMF, 2009) vorgeschlagen wird. Dieser Ansatz ist der im deutschsprachigen Raum derzeit vorherrschende, da hier kaum zur NLD publiziert wurde. Im Wesentlichen beinhaltet er eine Unterteilung der visuell-basierten Symptome in räumlich-perzeptiv (das Erkennen und Bewerten von Abständen, Winkeln und Positionen), räumlich-kognitiv (vorstellungsmäßiges Manipulieren von räumlicher Information, vgl. etwa mentale Rotation) und räumlich-konstruktiv (Umsetzung des Vorstellungsinhalts oder aktueller visueller Information in tatsächliche Handlung im Raum, vgl. etwa Visuomotorik). Neben Beeinträchtigungen in Sprechen und Sprache sowie in der Bewegungskoordination werden Defizite in der dargestellten visuell-räumlichen Wahrnehmung als verbunden mit der Entstehung von umschriebenen Entwicklungsstörungen schulischer Fertigkeiten (Lesen, Schreiben, Rechnen) angesehen (s. hierzu auch Schroeder, 2010; Tischler, 2015).

## Ursachen
Als Ursache für die Nonverbale Lernstörung werden neurologische Schäden vermutet, die möglicherweise durch Zerstörungen im Bereich der weißen Substanz der rechten Großhirnhemisphäre bedingt sind (Rourke 1989).

## Folgen und Komplikationen
Eine Nonverbale Lernstörung führt bereits im Kindergarten und in der Schule zu Schwierigkeiten beim Erwerb von Wissen, beim Spielen, bei sportlicher Betätigung und beim Sozialverhalten. Auch die Berufsausbildung und -ausübung ist eingeschränkt. Es kann zu Schwierigkeiten mit der selbständigen Lebensführung kommen; der Erwerb der Fahrerlaubnis und das Autofahren sind erschwert. Die motorischen und Gleichgewichtsprobleme können Stürze und Unfälle verursachen. Die Auffälligkeiten des Sozialverhaltens können zu Diskriminierung, sozialem Rückzug, Isolation und Einsamkeit führen.
Die guten sprachlichen Fähigkeiten, die frühe Leseentwicklung, das gute Gedächtnis für Auswendiggelerntes, die Aufmerksamkeit für Details sowie die Wortgewandtheit können möglicherweise über die anderen Defizite hinwegtäuschen. Deshalb sind Menschen mit einer Nonverbalen Lernstörung leicht von Überforderung durch Erzieher, Lehrer und Ausbilder bedroht.

## Behandlung
Eine Nonverbale Lernstörung kann nicht ursächlich behandelt werden, man kann höchstens versuchen, die Symptome zu behandeln, versuchsweise mit Ergotherapie und Körpertherapie zur Verbesserung der Motorik und der Wahrnehmung, Sozialkompetenz-Training zur Verbesserung des Sozialverhaltens und Psychotherapie bzw. Gesprächstherapie als psychologische Unterstützung.